# Cincinnati
Cincinnati är en stad i Hamilton County i delstaten Ohio i USA med 332 458 invånare (2007) och 2 133 678 invånare i storstadsområdet. Den ligger vid Ohiofloden i delstatens sydvästra hörn och grundades 1788. Namnet kommer av Cincinnatusorden, vilken i sin tur fick sitt namn av den romerske diktatorn Cincinnatus.
Staden nämns också många gånger i serien Våra bästa år, som en stad många rymmer till.

## Styre och rättsväsen
Cincinnati är säte för den federala appellationsdomstolen United States Court of Appeals for the Sixth Circuit.

## Sport
- Cincinnati Bengals - NFL amerikansk fotboll
- Cincinnati Reds - MLB baseboll
- FC Cincinnati - MLS fotboll

## Kända personer från Cincinnati
- Andy Biersack
- Bootsy Collins
- Doris Day
- Carmen Electra
- Rich Franklin
- Max Green
- Benjamin Harrison
- Henry Heimlich
- Nick Lachey
- Thomas Samuel Kuhn
- Charles Manson
- Jonathan Good, känd som Jon Moxley
- Kathryn Morris
- Sarah Jessica Parker
- Curtis Sittenfeld
- Steven Spielberg
- Jerry Springer
- Harriet Beecher Stowe
- William Howard Taft
- Ted Turner
- Granville T. Woods